# Baisopardus banksianus
Baisopardus banksianus là một loài côn trùng trong họ Palaeoleontidae thuộc bộ Neuroptera. Loài này được Ponomarenko miêu tả năm 1992.